# Sudáfrica en el Campeonato Mundial de Atletismo de 2015
Sudáfrica participó en el Campeonato Mundial de Atletismo de 2015 con una delegación de 34 atletas. En esta edición la representación africana logró una medalla de oro en los 400 m masculino por parte de Wayde van Niekerk, el primer triunfo en esta prueba en la historia de los campeonatos del mundo. También se obtuvieron dos medallas de bronce en los 200 m masculino y lanzamiento de jabalina femenino.

## Participación
Los atletas sudafricanos obtuvieron dos medallas inéditas en carreras de velocidad en la historia de los campeonatos del mundo. Destacó Wayde van Niekerk quien ganó la primera medalla dorada para su país en los 400 m lisos; de hecho, el país africano no había tenido un triunfo en esta competición desde el 2009, y además fue la primera victoria en una carrera individual de velocidad. La otra presea en esta clase de carreras la logró Anaso Jobodwana quien se agenció el tercer puesto en los 200 m. Por su parte, Sunette Viljoen se ubicó también en el tercer puesto de podio del lanzamiento de jabalina, lo que ya había conseguido en la edición del 2011.  

### Medallistas
| Medalla           | Nombre            | Evento | Marca   | Fecha        |
| ----------------- | ----------------- | ------ | ------- | ------------ |
| Medalla de oro    | Wayde van Niekerk | 400 m  | 43,48 s | 26 de agosto |
| Medalla de bronce | Anaso Jobodwana   | 200 m  | 19,87 s | 27 de agosto |
| Medalla de bronce | Sunette Viljoen   | 400 m  | 65,79 s | 30 de agosto |

## Lista de atletas y resultados individuales
Nota: La posición del atleta corresponde a la tabla general de la ronda respectiva.
Leyenda : Q: Clasificación directa a la siguiente ronda; q: Obtuvo cupo disponible por medio de la clasificación general;  DNF: No finalizó la prueba; DNS: No inició la prueba; DQ: Descalificado.

### Masculino

#### 100 m
| Atleta              | Primera ronda | Primera ronda | Segunda ronda | Segunda ronda | Semifinal | Semifinal | Final  | Final    |
| Atleta              | Tiempo        | Posición      | Tiempo        | Posición      | Tiempo    | Posición  | Tiempo | Posición |
| ------------------- | ------------- | ------------- | ------------- | ------------- | --------- | --------- | ------ | -------- |
| Henricho Bruintjies |               |               | 10,07 Q       | 16º           | 10,21     | 23°       |        |          |
| Anaso Jobodwana     |               |               | DQ            | DQ            |           |           |        |          |
| Akani Simbine       |               |               | 10,09 Q       | 17º           | 10,02     | 11°       |        |          |

#### 200 m
| Atleta          | Preliminar | Preliminar | Semifinal | Semifinal | Final  | Final    |
| Atleta          | Tiempo     | Posición   | Tiempo    | Posición  | Tiempo | Posición |
| --------------- | ---------- | ---------- | --------- | --------- | ------ | -------- |
| Anaso Jobodwana | 20,22 Q    | 8°         | 20,01 Q   | 3°        | 19,87  | 3°       |
| Akani Simbine   | 20,23 q    | 10°        | 20,37     | 17°       |        |          |

#### 400 m
| Atleta            | Preliminar | Preliminar | Semifinal | Semifinal | Final  | Final    |
| Atleta            | Tiempo     | Posición   | Tiempo    | Posición  | Tiempo | Posición |
| ----------------- | ---------- | ---------- | --------- | --------- | ------ | -------- |
| Berend Koekemoer  | 46,52      | 44.º       |           |           |        |          |
| Wayde van Niekerk | 44,42 Q    | 4º         | 44,31 Q   | 4°        | 43,48  | 1°       |

#### 800 m
| Atleta                 | Preliminar | Preliminar | Semifinal | Semifinal | Final  | Final    |
| Atleta                 | Tiempo     | Posición   | Tiempo    | Posición  | Tiempo | Posición |
| ---------------------- | ---------- | ---------- | --------- | --------- | ------ | -------- |
| Reinhardt van Rensburg | 1:48,61    | 33º        |           |           |        |          |
| Wayde van Niekerk      |            |            |           |           |        |          |

#### 1500 m
| Atleta           | Preliminar | Preliminar | Semifinal | Semifinal | Final  | Final    |
| Atleta           | Tiempo     | Posición   | Tiempo    | Posición  | Tiempo | Posición |
| ---------------- | ---------- | ---------- | --------- | --------- | ------ | -------- |
| Johan Cronje     | 3:43,29 Q  | 28°        | 3:36,59   | 8°        |        |          |
| Dumisane Hlaselo | 3:40,25    | 25°        |           |           |        |          |

#### 10000 m
| Atleta         | Final    | Final    |
| Atleta         | Tiempo   | Posición |
| -------------- | -------- | -------- |
| Stephen Mokoka | 28:47,40 | 20°      |

#### Maratón
| Atleta          | Final   | Final    |
| Atleta          | Tiempo  | Posición |
| --------------- | ------- | -------- |
| Lukas Jani      | -       | -        |
| Thabiso Moeng   | DNF     | DNF      |
| Desmong Mokgobu | 2:34:10 | 41.º     |
| Sibusisu Nzima  | DNF     | DNF      |

#### 3000 m obstáculos
| Atleta               | Preliminar | Preliminar | Final  | Final    |
| Atleta               | Tiempo     | Posición   | Tiempo | Posición |
| -------------------- | ---------- | ---------- | ------ | -------- |
| Dikotsi Lekopa       | 8:37,43    | 13º        |        |          |
| Tumisang Monnatlatla | 8:55,25    | 32.º       |        |          |

#### 110 m vallas
| Atleta         | Preliminar | Preliminar | Semifinal | Semifinal | Final  | Final    |
| Atleta         | Tiempo     | Posición   | Tiempo    | Posición  | Tiempo | Posición |
| -------------- | ---------- | ---------- | --------- | --------- | ------ | -------- |
| Antonio Alkana | 13,63      | 25°        |           |           |        |          |

#### 400 m vallas
| Atleta              | Preliminar | Preliminar | Semifinal | Semifinal | Final  | Final    |
| Atleta              | Tiempo     | Posición   | Tiempo    | Posición  | Tiempo | Posición |
| ------------------- | ---------- | ---------- | --------- | --------- | ------ | -------- |
| Cornel Fredericks   | DNS        | DNS        |           |           |        |          |
| Louis Jacob van Zyl | 49,12 Q    | 15º        | 48,89     | 15°       |        |          |

#### Salto de longitud
| Atleta                 | Preliminar | Preliminar | Final | Final    |
| Atleta                 | Marca      | Posición   | Marca | Posición |
| ---------------------- | ---------- | ---------- | ----- | -------- |
| Godfrey Khotso Mokoena | 7,98       | 13°        |       |          |
| Rushwal Samaai         | 7,79       | 20°        |       |          |
| Zark Visser            | 7,79       | 19°        |       |          |

#### Triple Salto
| Atleta                 | Preliminar | Preliminar | Final | Final    |
| Atleta                 | Marca      | Posición   | Marca | Posición |
| ---------------------- | ---------- | ---------- | ----- | -------- |
| Godfrey Kothso Mokoena | 16,78 q    | 10°        | 16,81 | 9°       |

#### Decatlón
| Atleta          | 100 m | 100 m | Longitud | Longitud | Peso  | Peso | Altura | Altura | 400 m | 400 m | 110 m v | 110 m v | Disco | Disco | Pértiga | Pértiga | Jabalina | Jabalina | 1500 m | 1500 m | Total | Total |
| Atleta          | T.    | Pos   | M.       | Pos.     | M.    | Pos. | M.     | Pos.   | T.    | Pos.  | T.      | Pos.    | M.    | Pos.  | M.      | Pos.    | M.       | Pos.     | T.     | Pos.   | Pts.  | Pos.  |
| --------------- | ----- | ----- | -------- | -------- | ----- | ---- | ------ | ------ | ----- | ----- | ------- | ------- | ----- | ----- | ------- | ------- | -------- | -------- | ------ | ------ | ----- | ----- |
| Willem Coertzen | 10,98 | 15°   | 7,25     | 20°      | 13,75 | 20°  | 1,95   | 20°    | DNS   | DNS   | DNF     | DNF     | DNF   | DNF   | DNF     | DNF     | DNF      | DNF      | DNF    | DNF    | DNF   | DNF   |

#### Lanzamiento de peso
| Atleta           | Preliminar | Preliminar | Final | Final    |
| Atleta           | Marca      | Posición   | Marca | Posición |
| ---------------- | ---------- | ---------- | ----- | -------- |
| Orazio Cremona   | 18,63      | 27º        |       |          |
| Jaco Engelbrecht | 19,04      | 25º        |       |          |

#### Lanzamiento de disco
| Atleta       | Preliminar (Grupo A) | Preliminar (Grupo A) | Final | Final    |
| Atleta       | Marca                | Posición             | Marca | Posición |
| ------------ | -------------------- | -------------------- | ----- | -------- |
| Víctor Hogan | 62,41                | 13°                  |       |          |

#### Lanzamiento de jabalina
| Atleta           | Preliminar (Grupo ?) | Preliminar (Grupo ?) | Final | Final    |
| Atleta           | Marca                | Posición             | Marca | Posición |
| ---------------- | -------------------- | -------------------- | ----- | -------- |
| Rocco van Rooyen | 75,55                | 28°                  |       |          |

#### 20 km marcha
| Atleta           | Final   | Final    |
| Atleta           | Tiempo  | Posición |
| ---------------- | ------- | -------- |
| Lebogang Shangue | 1:21:43 | 11°      |

#### 50 km marcha
| Atleta       | Final   | Final    |
| Atleta       | Tiempo  | Posición |
| ------------ | ------- | -------- |
| Marc Mundell | 4:02:41 | 33°      |

#### 4 × 100 m
| Atleta | Preliminar | Preliminar | Final | Final    |
| Atleta | Marca      | Posición   | Marca | Posición |
| --- | ---------- | ---------- | ----- | -------- |
| Henricho Bruintjies Anaso Jobodwana Antonio Alkana Akani Simbine Berend Koekemoer (*) Wayde van Niekerk (*) | DNF        | DNF        |       |          |

(*) Sin participación.

### Femenino

#### 100 m
| Atleta      | Preliminar | Preliminar | Semifinal | Semifinal | Final  | Final    |
| Atleta      | Tiempo     | Posición   | Tiempo    | Posición  | Tiempo | Posición |
| ----------- | ---------- | ---------- | --------- | --------- | ------ | -------- |
| Carina Horn | 11,08 Q    | 8°         | 11,15     | 17°       |        |          |

#### 200 m
| Atleta            | Preliminar | Preliminar | Semifinal | Semifinal | Final  | Final    |
| Atleta            | Tiempo     | Posición   | Tiempo    | Posición  | Tiempo | Posición |
| ----------------- | ---------- | ---------- | --------- | --------- | ------ | -------- |
| Justine Palframan | 23,09 Q    | 21°        | 23,04     | 19°       |        |          |

#### 400 m
| Atleta            | Preliminar | Preliminar | Semifinal | Semifinal | Final  | Final    |
| Atleta            | Tiempo     | Posición   | Tiempo    | Posición  | Tiempo | Posición |
| ----------------- | ---------- | ---------- | --------- | --------- | ------ | -------- |
| Justine Palframan | 52,45      | 34°        |           |           |        |          |

#### 800 m
| Atleta         | Preliminar | Preliminar | Semifinal | Semifinal | Final  | Final    |
| Atleta         | Tiempo     | Posición   | Tiempo    | Posición  | Tiempo | Posición |
| -------------- | ---------- | ---------- | --------- | --------- | ------ | -------- |
| Caster Semenya | 1:59,59 Q  | 3°         | 2:03,18   | 24°       |        |          |

#### Maratón
| Atleta         | Final  | Final    |
| Atleta         | Tiempo | Posición |
| -------------- | ------ | -------- |
| Tanith Maxwell | DNF    | DNF      |

#### 400 m vallas
| Atleta    | Preliminar | Preliminar | Semifinal | Semifinal | Final  | Final    |
| Atleta    | Tiempo     | Posición   | Tiempo    | Posición  | Tiempo | Posición |
| --------- | ---------- | ---------- | --------- | --------- | ------ | -------- |
| Wenda Nel | 54,45 Q    | 2º         | 54,63 Q   | 5°        | 54,94  | 7°       |

#### Lanzamiento de jabalina
| Atleta          | Preliminar (Grupo A) | Preliminar (Grupo A) | Final | Final    |
| Atleta          | Marca                | Posición             | Marca | Posición |
| --------------- | -------------------- | -------------------- | ----- | -------- |
| Sunette Viljoen | 63,93 Q              | 7°                   | 65,79 | 3°       |